# Patrimonio
Patrimonio (Corsicaans: Patrimoniu) is een gemeente in het Franse departement Haute-Corse, in de regio en eiland Corsica. De plaats maakt deel uit van het arrondissement Calvi. Patrimonio telde op 1 januari 2022 877 inwoners.

## Geografie
De oppervlakte van Patrimonio bedroeg op 1 januari 2022 17,46 vierkante kilometer; de bevolkingsdichtheid was toen 50,2 inwoners per km².
De onderstaande kaart toont de ligging van Patrimonio met de belangrijkste infrastructuur en aangrenzende gemeenten.

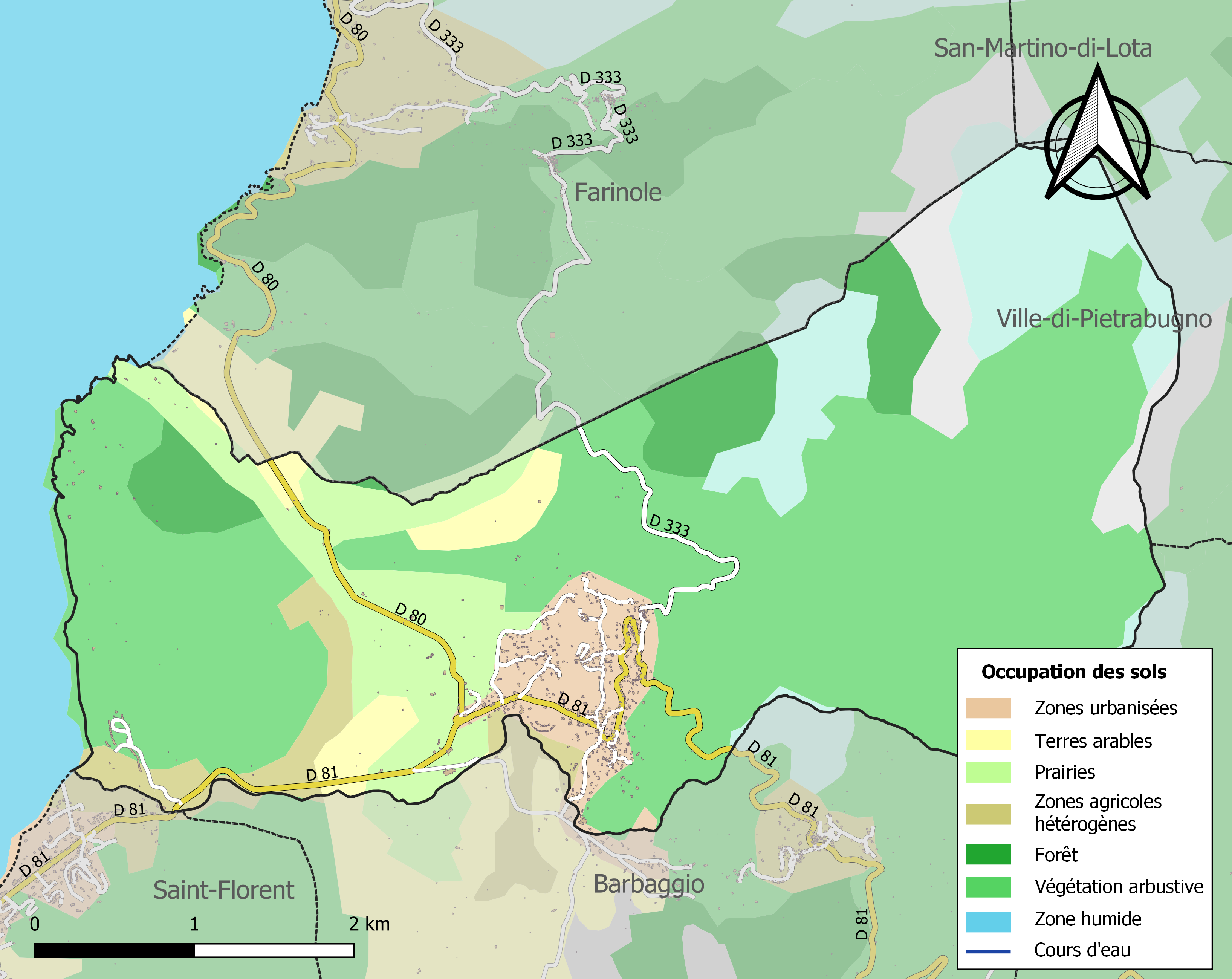

## Demografie
Onderstaande figuur toont het verloop van het inwonertal (bron: INSEE-tellingen).

Vanwege een beveiligingsprobleem met de MediaWiki Graph-software is het momenteel niet mogelijk deze grafiek weer te geven. Zodra de software is bijgewerkt zal de grafiek vanzelf weer zichtbaar worden.